# Mike Candys
Michael Kull, más conocido como Mike Candys (20 de agosto de 1971), es un disc jockey y productor suizo de música dance. Actualmente ocupa el puesto #96 en la encuesta realizada en 2015 por la revista DJmag. En 2013 llegó a posicionarse en el número 67 siendo su mejor ubicación en la lista.

## Biografía

### Carrera musical
En 2008, Mike Candys llegó a ser ampliamente conocido en Suiza con la canción "La Serenissima". En 2009 volvió a encontrar el éxito después de colaborar con Jack Holiday en un remix de la canción "Insomnia" de Faithless, que alcanzó el top 10 en varios charts de singles europeos. Su tercer sencillo, "People Hold On", ocupó el cuarto lugar en las lista europeas de música dance en el 2010 y fue seguido por "Together Again", que le ayudó a ser internacionalmente reconocido. En 2011, llegó a la cima de las listas con "One Night in Ibiza", una pista que contiene elementos de la década del eurodance de 1990, alternando entre la vocalista femenina Evelyn Zangger y el rapero Patrick Miller. La canción fue una respuesta a "Welcome to St. Tropez" de su compatriota DJ Antoine. En marzo de 2012, lanza "2012 (If The World Would End)" que inmediatamente ingresó en el top 10 de los países de habla alemana, siendo éste, su sencillo más exitoso hasta la fecha.

## Discografía

### Álbumes
En estudio
| Año  | Álbum | Puesto | Puesto | Puesto    | Puesto    | Puesto | Puesto | Puesto | Puesto | Certificaciones |
| Año  | Álbum | ALE    | AUT    | BEL (Fla) | BEL (Val) | DIN    | FRA    | HOL    | SUI    | Certificaciones |
| ---- | ----- | ------ | ------ | --------- | --------- | ------ | ------ | ------ | ------ | --------------- |
| 2011 | Smile | 84     | 57     | —         | —         | —      | —      | —      | 7      |                 |

Compilaciones
- 2011: Energy 11 - House (Mike Candys & Jack Holiday)
- 2013: Smile Together[13]
- 2014: Smile Together - Summer 2014

### Sencillos
| 2011                                                                 | "Together Again"                                              | —  | —  | —   | —  | — | 95  | —  | 13 |                                      | Smile                        |
| 2011                                                                 | "Insomnia" (con Jack Holiday)                                 | 44 | 41 | 9   | 16 | 2 | 15  | 30 | 34 | - SUI: Platino                       | Smile                        |
| 2011                                                                 | "One Night in Ibiza" (con Evelyn y Patrick Miller)            | 11 | 13 | —   | 79 | — | 35  | —  | 7  | - SUI: Platino - ALE: Oro - AUT: Oro | Smile                        |
| 2011                                                                 | "Around the World" (con Evelyn y David Deen)                  | 64 | —  | —   | —  | — | —   | —  | 54 |                                      | Smile                        |
| 2012                                                                 | "Children 2012" (con Jack Holiday)                            | —  | —  | 104 | 77 | — | 54  | —  | —  |                                      | Smile                        |
| 2012                                                                 | "2012 (If the World Would End)" (con Evelyn y Patrick Miller) | 3  | 2  | —   | —  | — | 104 | —  | 3  | - SUI: Platino - ALE: Oro - AUT: Oro | Smile                        |
| 2012                                                                 | "Sunshine (Fly So High)"                                      | 49 | 20 | —   | —  | — | —   | —  | 21 |                                      | Smile                        |
| 2012                                                                 | "The Riddle Anthem" (con Jack Holiday)                        | 44 | 29 | —   | 81 | — | 43  | —  | 26 |                                      | Smile Together               |
| 2013                                                                 | "Bring Back the Love" (con Jenson Vaughan)                    | 98 | 72 | —   | —  | — | —   | —  | 25 |                                      | Smile Together               |
| 2013                                                                 | "Brand New Day" (con Evelyn & Carlprit)                       | 68 | —  | —   | —  | — | —   | —  | 42 |                                      | Smile Together               |
| 2013                                                                 | "Everybody" (con Evelyn & Tony T)                             | 40 | 14 | —   | —  | — | —   | —  | 11 |                                      |                              |
| 2013                                                                 | "Take Control" (con DJ BoBo)                                  | 67 | 60 | —   | —  | — | —   | —  | 6  |                                      | Reloaded                     |
| 2013                                                                 | "T-Rex"                                                       | —  | —  | —   | —  | — | —   | —  | 69 |                                      | Smile Together (Summer 2014) |
| 2014                                                                 | "Miracles" (con Maury)                                        | —  | 68 | —   | —  | — | —   | —  | 17 |                                      | Smile Together (Summer 2014) |
| 2014                                                                 | "Anubis"                                                      | —  | —  | —   | —  | — | —   | —  | 51 |                                      | Smile Together (Summer 2014) |
| 2015                                                                 | "Last Man on Earth" (con Max'C)                               | —  | —  | —   | —  | — | —   | —  | 22 |                                      |                              |
| 2015                                                                 | "Flash" (Klaas, Mike Candys & Mazza)                          | —  | —  | —   | —  | — | —   | —  | —  |                                      |                              |
| 2015                                                                 | "Paradise" (con U-Jean)                                       | —  | —  | —   | —  | — | —   | —  | 27 |                                      |                              |
| "—" indica que no entró en el chart o que no fue lanzado en ese país |                                                               |    |    |     |    |   |     |    |    |                                      |                              |

### Remixes
Mike Candys lleva desde 2001 creando infinidad de Remixes y Bootlegs. Entre estas las más destacadas son:
Oficiales
- Arash Feat. Sean Paul – She Makes Me Go (Mike Candys Remix)
- Lil' Jon Feat. LMFAO – Drink (Mike Candys Remix)
- Jack Holiday Feat. Jasmin Paan & Big Reggie – Back In Miami (Mike Candys Original Mix)
- Inna – Club Rocker (Mike Candys Edit)
- Kate Ryan – LoveLife (Mike Candys Remix)
- Christopher S. Feat. Tommy Clint – Tear Down The Club (Mike Candys Remix)
- Roni Meller Feat. Dee Dee – The Day After (Will I Be Free) (Mike Candys & Jack Holiday Remix)
- Example – Changed the Way You Kiss Me (Mike Candys Remix)
- Remady Feat. Craig David – Do It On My Own (Mike Candys Remix)
- Christopher S. feat. Max Urban – Star (Mike Candys & Jack Holiday Festival Rework)
- Christopher S. – Excuse (Mike Candys & Jack Holiday Redub)
- Kwan Hendry Feat. Soulcream – Don't Give Up (Mike Candys & Kwan Hendry Club Mix)
- Jaybee Feat. Deshayla – Maybee Tomorrow (Christopher & Mike Candys Remix)
- Jaybee – Say You Will (Mike Candys & Christopher S Remix)
- Kev & Lex feat. Lemina Deluxxe – The Night Is Young (Jack Holiday & Mike Candys Remix)
- D'Argento – Come On Over (Mike Candys & Jack Holiday Remix)
- D'Argento – Long Time (Mike Candys & Christopher S Remix)
- Christopher S. Feat. Brain – Cosmic Girl (Mike Candys & Christopher S Horny Remix)
- Jorge Martin S – Tuturara (Christopher S & Mike Candys Remix)
- DJ Shevtsov & DJ Miller Feat. Max Lorens – Tvoy Gorod Ne Spit (Christopher S & Mike Candys Horny Mix)
- Christopher S. Feat. Sandra Wild – The Way You Make Me Feel (Chris Crime & Mike Candys Remix)
- Club 31 feat. Jeremy Carr – Your Touch (Chris Crime & Mike Candys Remix)
- DJ Antoine – In My Dreams (Chris Crime + Mike Candys Remix)
- Jaybee – Shattered Dreams (Mike Candys & Jack Holiday Remix)
- Remady P&R – No Superstar (Mr. Pink & Mike Candys Remix)
- Rosenstolz – Blaue Flecken (Mike Candys Pumpin' Disco Remix)
- Mr. P!nk feat. Raina June – What Is Love?
- Chris Crime Feat. Antonella Rocco – Ready Or Not
- Christopher S. & Jorge Martin S & Tony White Feat. Jay MC – Why? (Mike Candys Remix)
- Lunik – Weather (Mike Candys Remix)
- Madtrix – Slider (Mike Candys Remix)
- Antonella Rocco feat. Effedi – Se É Amore (Mike Candys Remix)
- Nicky Romero vs Krewella - Legacy (Mike Candys Remix)
- EVEL7N - La Vida Loca (Mike Candys Mix)
- Manufactured Superstars feat. Danni Rouge – Like Satellites (Mike Candys Remix)
- O.T. Genasis – Coco (Mike Candys Remix)

Bootlegs
- Flo Rida - Whistle (Mike Candys Remix)
- Supermode - Tell Me Why (Mike Candys 2012 Resurrection Bootleg Rework)
- Lucenzo & Don Omar - Danza Kuduro (Mike Candys Bootleg Remix)
- Carly Rae Jepsen - Calling Me Maybe (Lose My Mind) (Mike Candys Remake)
- Daft Punk - One More Time (Mike Candys & Jack Holiday Remix)
- DJ Antoine - Welcome To St.Tropez (Mike Candys Bootleg)
- R.I.O. - Turn This Club Around (Mike Candys Bootleg)
- David Guetta - Gettin' Over You (Mike Candys Bootleg)
- Mike Candys & Evelyn - Together Again (Tunged Rework 2011)
- Rihanna & Calvin Harris - We Found Love (Mike Candys Bootleg Rework)
- Stromae - Alorse On Dance (Mike Candy's Bootleg Rework)
- Swedish House Mafia - One (Mike Candys Bootleg)
- Yeah Yeah Yeahs - Heads Will Roll (Mike Candys Bootleg Rework)
- Baauer - Harlem Shake (Mike Candys Bootleg Rework)
- Taio Cruz - Dynamite (Mike Candys Bootleg)
- Remady & Manu-L - Single Ladies (Mike Candys Bootleg Rework)
- Will.I.Am feat Britney Spears - Scream And Shout (Mike Candys Bootleg)
- Macklemore & Ryan Lewis FT. Wanz - Thrift Shop (Mike Candys Bootleg Remix)
- Paul Kalkbrenner - Sky And Sand (Mike Candys Bootleg)
- Olly Murs - Heart Skips A Beat (Mike Candys Bootleg Rework)
- Benny Benassi - Move Your Body (Mike Candys Bootleg Upgrade)
- Daft Punk - Get Lucky (Mike Candys Bootleg Remix)
- Pitbull - Back in Time (Mike Candys Rattled Bootleg)
- The Wanted - Chasing The Sun (Mike Candys Bootleg Remix)
- Remady ft. Manu-L - The Way We Are (Mike Candys Bootleg)
- Asaf Avidan & The Mojos - One Day (Mike Candys Festival Bootleg)
- Bob Sinclar - New New New (Avicii Remix) (Mike Candys Bootleg Rework Mix Edit)
- Paul Van Dyk - For An Angel (Mike Candys Bootleg Rework)